# 事件研究法
事件研究法 (Event Study) 是一種統計方法，係在研究當市場上某一個事件發生的時候，是否會對股價產生波動。

## 意義
事件研究法 (Event Study) 是一種統計方法，是在研究當市場上某一個事件發生的時候，股價是否會產生波動時，以及是否會產生「異常報酬率」(abnormal returns)，藉由此種資訊，我可以了解到股價的波動與該事件是否相關。

## 步驟
在研究過程中，首先須決定研究假說為何。決定研究假說以後，須確定事件的種類及其事件日，估計期及事件期之計算期間，並以股價日報酬率估算其預期報酬率，再透過實際報酬與預期報酬之差額，觀察整體股利發放事件，於宣告期間是否具有異常報酬的產生，最後藉由統計檢定來檢視其統計值是否顯著。

1.決定研究假說
譬如假設估計期間的CAR並沒有產生資訊效果，而事件期的CAR可能產生資訊效果。

2.事件日的確定
事件研究法的第二步，即確定所要研究的事件。所謂的「事件日」，係指市場「接收」到該事件即將發生或可能發生的時間點，而非該事件「實際」上發生的時間點，此時點通常以「宣告日」為準。時點認定的適當與否，對於研究的正確性，會有決定性的影響。

3.市場模式
估計某一事件發生或公佈後，對於股價影響，必須建立股票報酬率的「預期模式」，以估計「預期報酬」(expected returns)。股票報酬率的預期模式有很多種，應用最廣的是「市場模式」 (Market Model)。市場模式假設個股股票的報酬率與市場報酬率間存在線性關係，並以市場報酬率建立股價報酬率之迴歸模式，公式如下：
```
   Rit＝αi ＋βi Rmt ＋εi,t
```

Rit：表示 i 公司 t 期的報酬率，計算方式為 (該股X日時收盤價–該股[X-1]日時收盤價)  / 市場[X-1]日時收盤價。 
Rmt：表示 t 期的市場加權指數股票之報酬率，計算方式為 (市場X日時收盤指數–市場[X-1]日時收盤指數)  / 市場[X-1]日時收盤指數。 
αi：表示迴歸截距項。
εit：表示迴歸殘差項。 
βi：表示迴歸斜率。 

4.建立股票報酬率的「預期模式」
針對誤差項的部分，根據Fama(1968)、Beja(1972)及Fama(1973)之研究，市場模式有下列之假設： 
E（εit）＝0            
Cov（ εiτ , εiγ）＝                 ,τ,γ  〔t1, t2〕
Cov（ εit , Rmt）＝0
因此，經由以上所示之公式，可求得個別證券在「事件期」某一期之「預期報酬率」，即為： 
```
   Rit＝ai ＋ bi Rmt
```

Rit ：表示 i 公司ｔ期之預期報酬率，經由估計期計算得來。 
Rmt：表第ｔ期市場加權指數股票之報酬率。

5.估計平均異常報酬率(AAR)、累積異常報酬率(CAR)
一旦估計出「預期報酬率」，也就可以得到異常報酬率。為了了解某一特定事件之異常報酬率或累積效果的行為，並且提供有關異常報酬率，何時開始出現關聯以及何時結束，採用異常報酬率 (AR) 及累積異常報酬率 (CAR) 以看出此項反應。
異常報酬 (Abnormal Returns , ARit) 指以事件期的實際報酬減去事件期的預期報酬：
```
   ARit＝Rit－Rit    
```

ARit：表示 i 公司第ｔ期之異常報酬率。 
Rit ：表示 i 公司第ｔ期之實際報酬率。 
Rit   ：表示 i 公司第ｔ期之預期報酬率。
累積異常報酬率 (Cumulative Abnormal Returns, CAR( T ))，則為特定期間內每日異常報酬率的累加值。

6. 異常報酬率的檢定
如果異常報酬率為「正」，我們可以推論事件對股價有正的影響；如果異常報酬率為「負」，我們可以推論事件對股價有負的影響。但只知道正負仍不夠，因為我們不確定此種影響是否足夠明顯，因此必須進行「顯著性檢定」。

7.分析結果
依據研究假說，對於異常報酬率以及檢定的結果進行分析，並提出解釋。